# Illes dàlmates

Illes dàlmates i croates

Les Illes dàlmates o de Dalmàcia són aquelles illes de Croàcia que estan situades entre el Comtat de Lika-Senj al nord-oest i Montenegro al sud-est, a la costa oriental de la mar Adriàtica. Se situen de nord a sud als següents comtats de Dalmàcia: Zadar, Šibenik-Knin, Split-Dalmatia i Dubrovnik-Neretva.

## Illes del nord,Zadar
Ugljan, Dugi Otok, Pag (la major part d'aquesta illa), i davant de Biograd les illes Pašman i Kornat, que dona nom a l'arxipèlag més dens de la Mediterrània, l'arxipèlag Kornati i al Parc Nacional de Kornati, que es compon d'un total de 140 illes i illots.

## Illes centrals,Šibenik-KniniSplit-Dalmatia
Šibenik-Knin. Davant de les ciutats històriques Šibenik i Vodice, situades a la Dalmàcia central, on el riu Krka flueix a la mar Adriàtica, estan les illes Zlarin, Kaprije, Zirje i Karan. A prop de Pivorac està l'illa de Muter.
Split-Dalmatia. A prop de Split (la ciutat més gran de Dalmàcia) l'illa de Brač, que és l'illa amb més altitud dels arxipèlags de Dalmàcia. Arriba als 778 metres. Les dues principals localitats són Supetar i Bol, a nord i sud respectivament. A aquesta zona central també estan les illes Hvar, Vis, Šolta, Ciovo, Veliki Drvenik, Mali Drvenik, Pakleni Otoci i Biševo.

## Illes del sud,Dubrovnik-Neretva
A prop de Dubrovnik hi ha Korčula, amb 273 quilòmetres quadrats, situada al sud de l'illa de Hvar; i Mljet (o Melita) d'extensió 98 quilòmetres quadrats. Part de l'illa és actualment un parc nacional d'una extensió de 3'1 quilòmetres quadrats. Altres illes menors són Lastovo, Sušac, Palagruza. Finalment, l'Arxipèlag Elaphiti és l'arxipèlag situat més al sud. Les seues illes principals són Šipan, Lopud i Koločep. També hi ha illots com Otok Ruda.

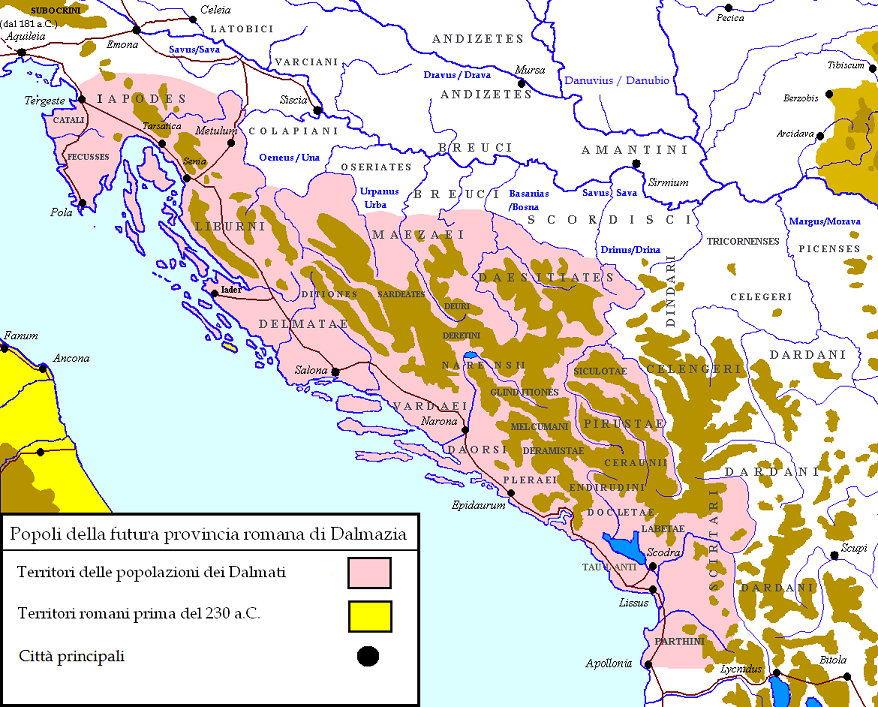
Dalmatia romana

## Història
Antigament, en temps de l'Imperi Romà d'Occident, les illes al nord del Comtat de Zadar també eren part del territori de Dalmàcia. Liburni i Iapodes pertanyien a la província romana Dalmatia.

### Lallenguadàlmata
La llengua romànica dàlmata s'estenia entre l'Illa de Krk (Veglia) i Dubrovnik (Ragusa) fins a la seva extinció durant el segle xix (el veglioto).

## Imatges

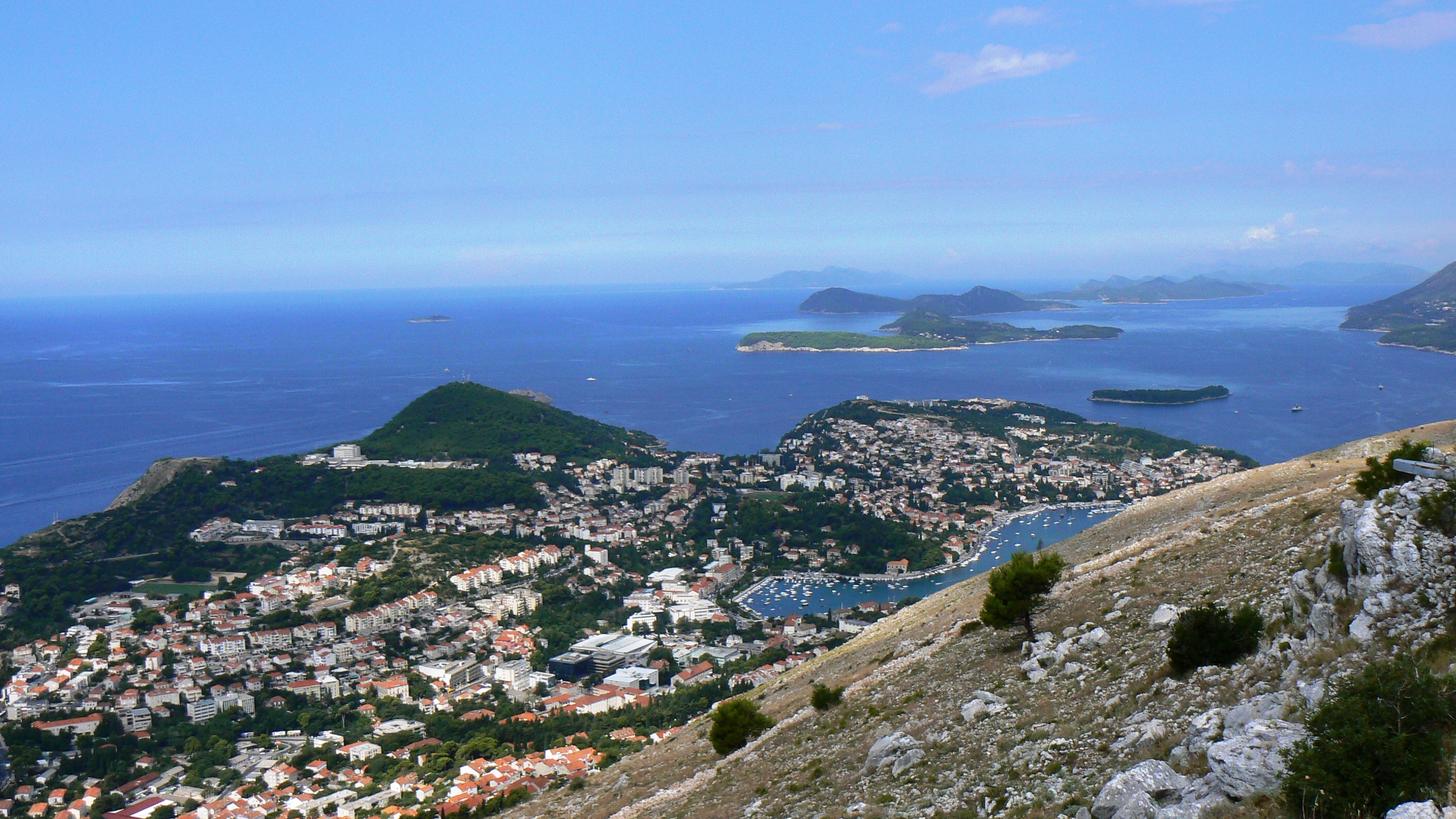
Costa sud de Croàcia.
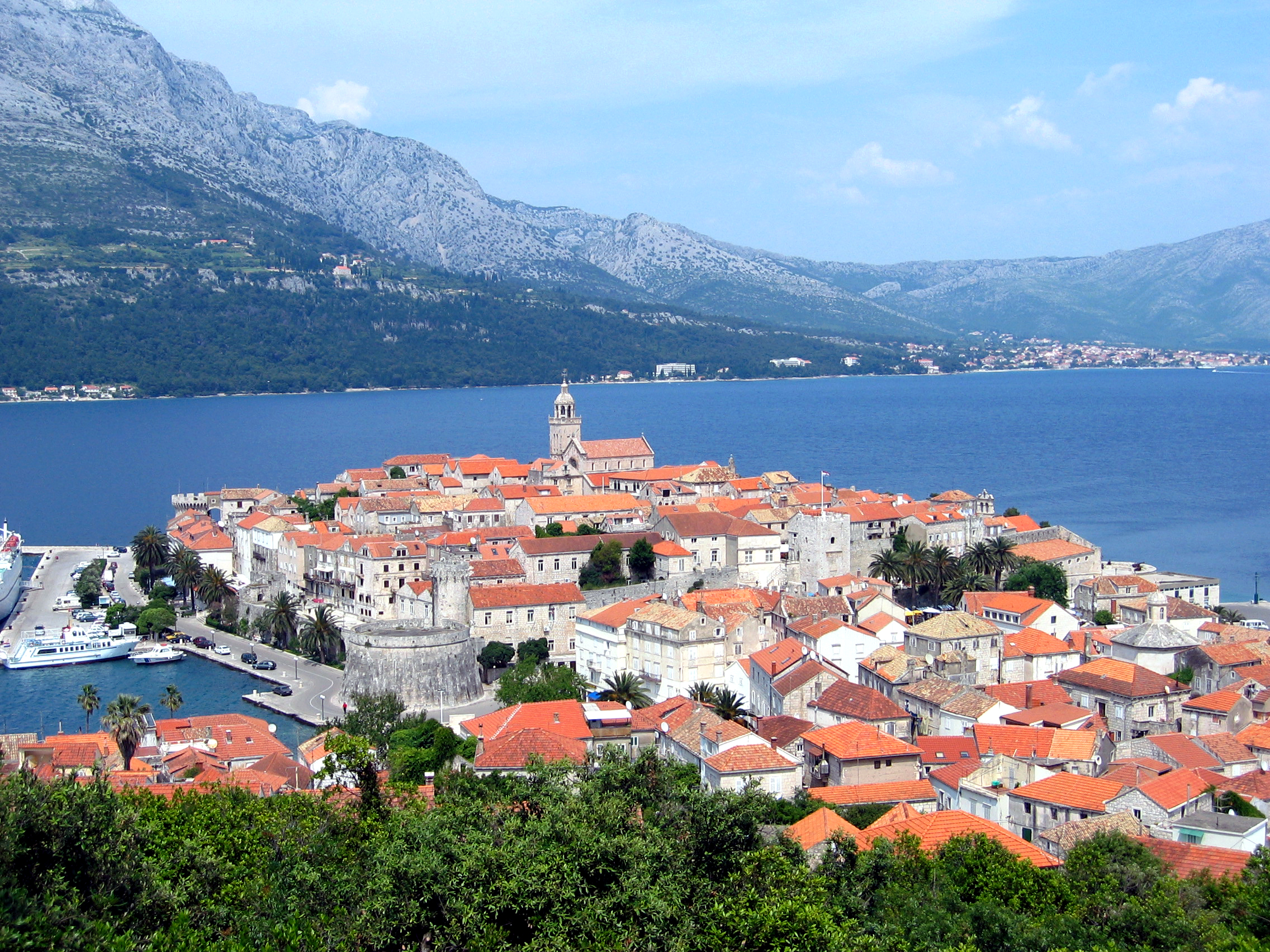
Korčula
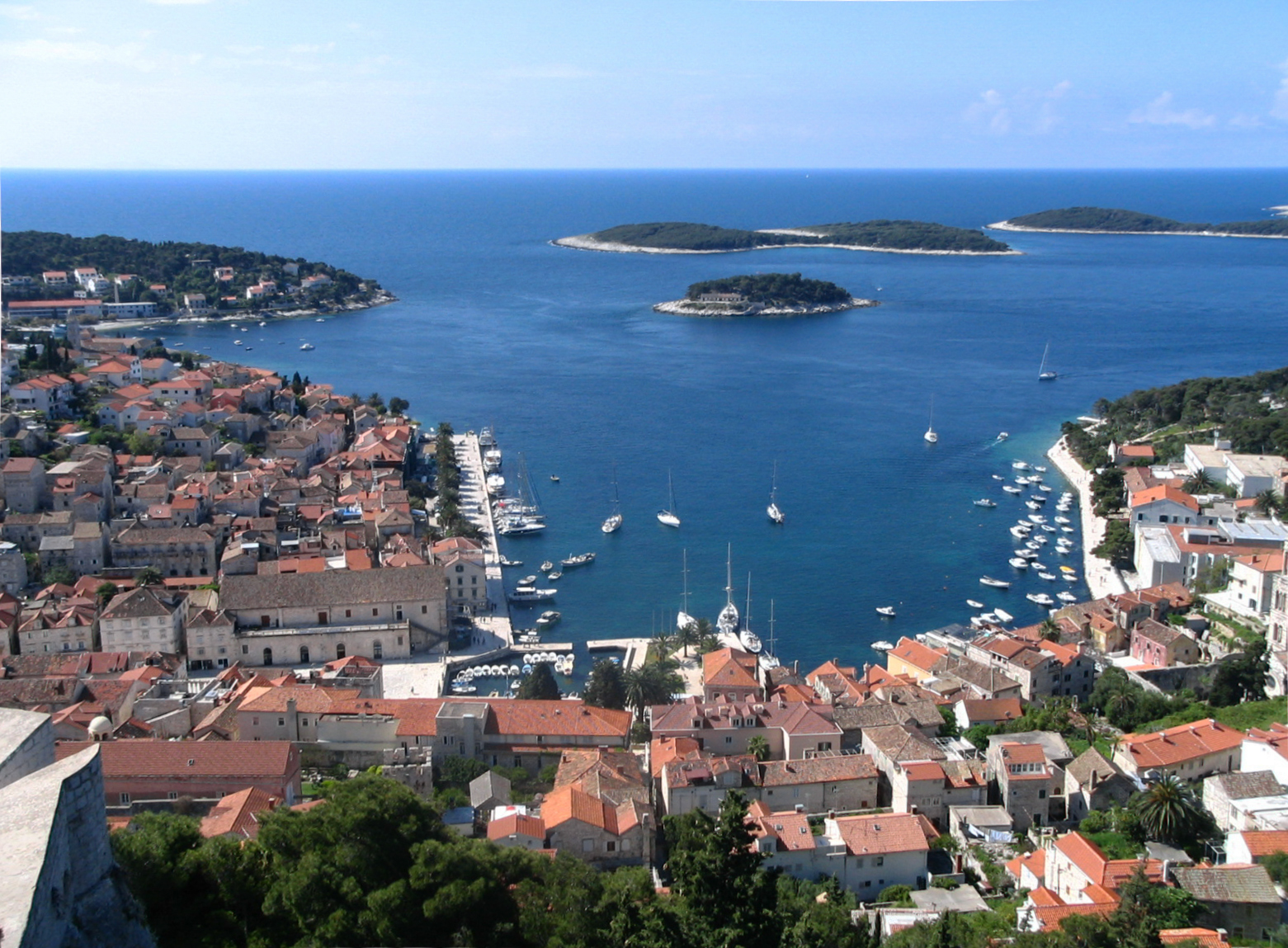
Hvar
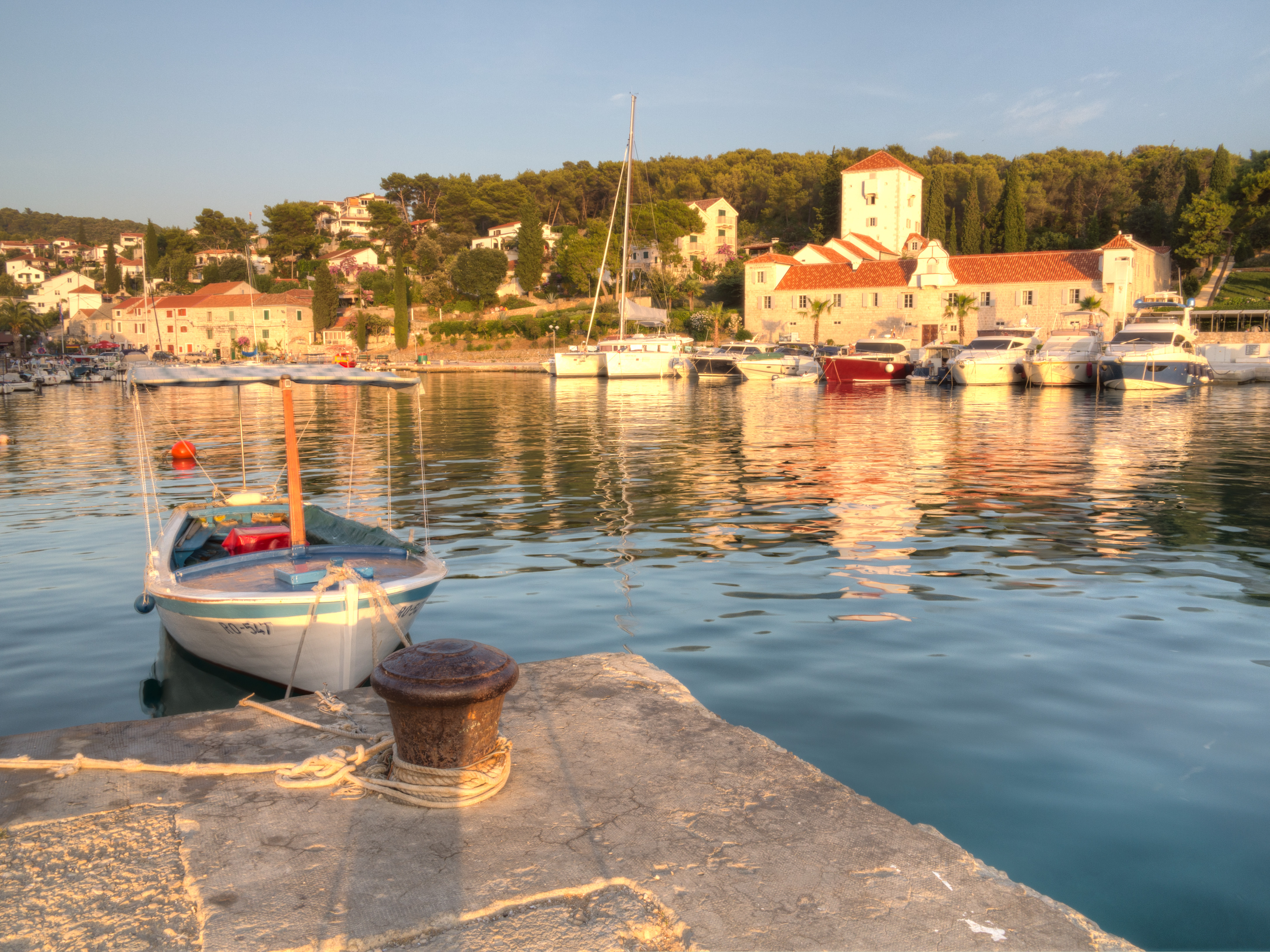
Port de Maslinica a Šolta
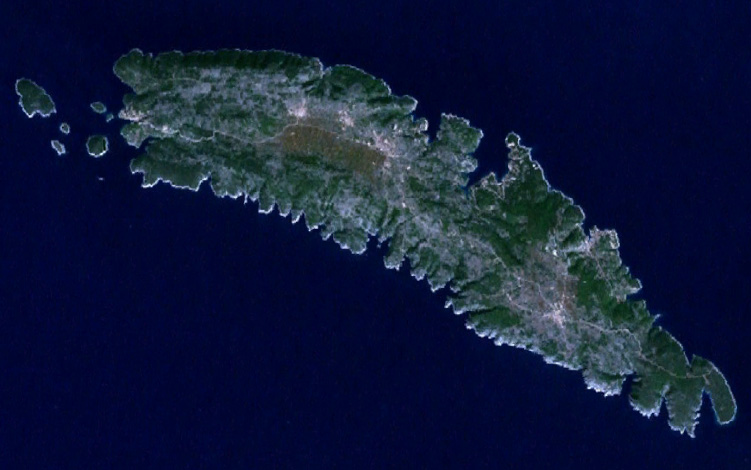
Image de Šolta.
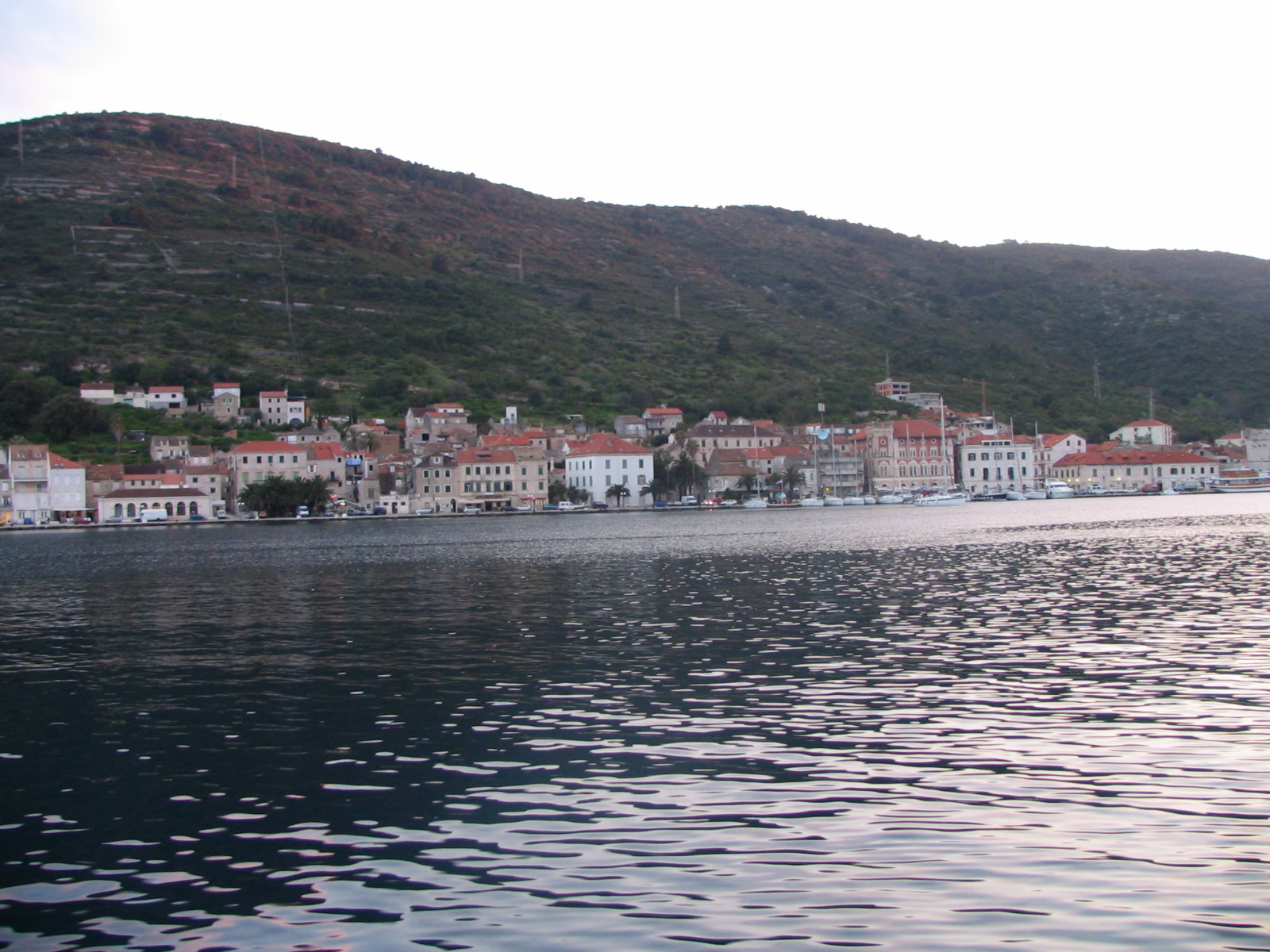
Vis
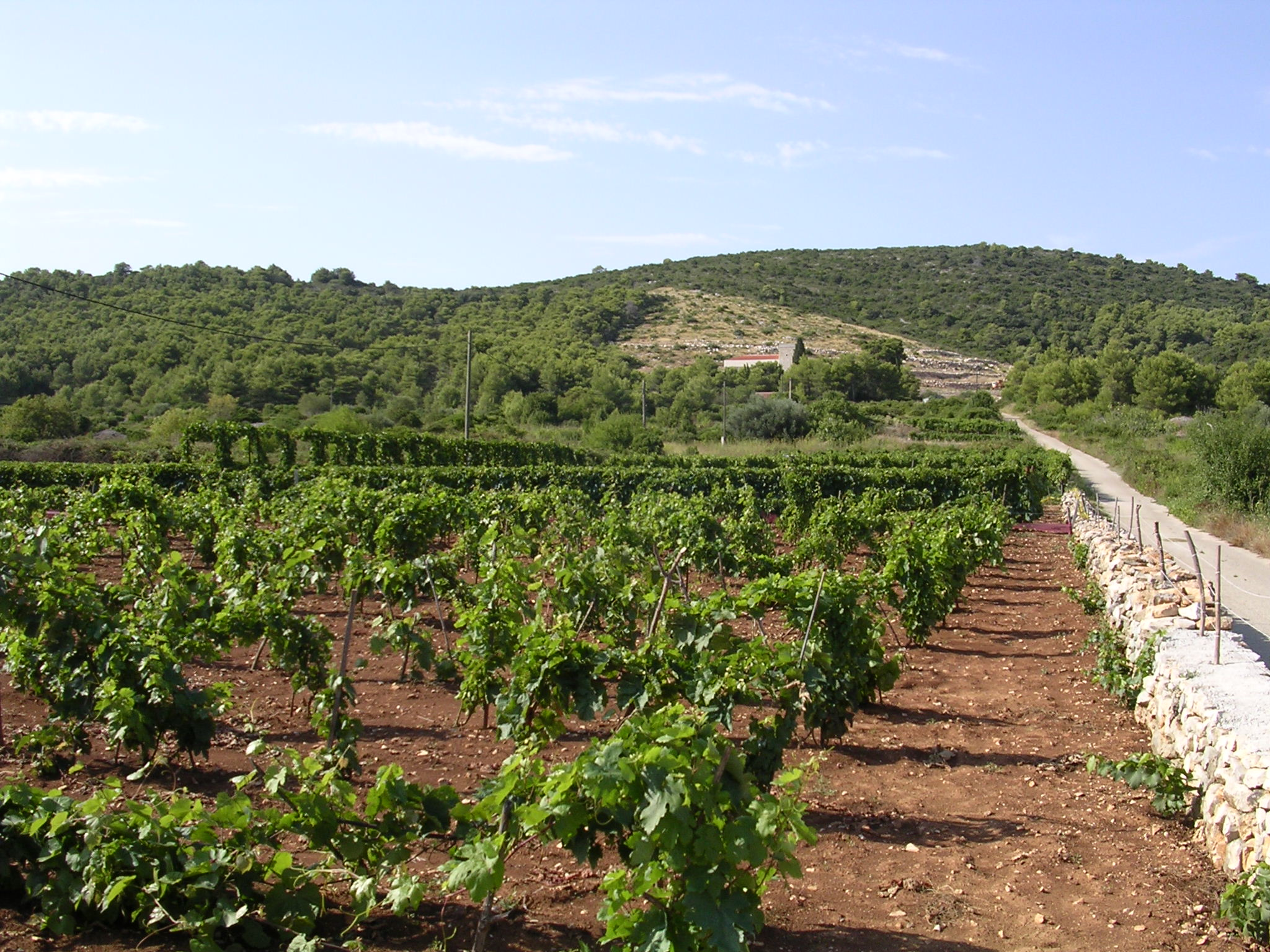
Vinya, Vis
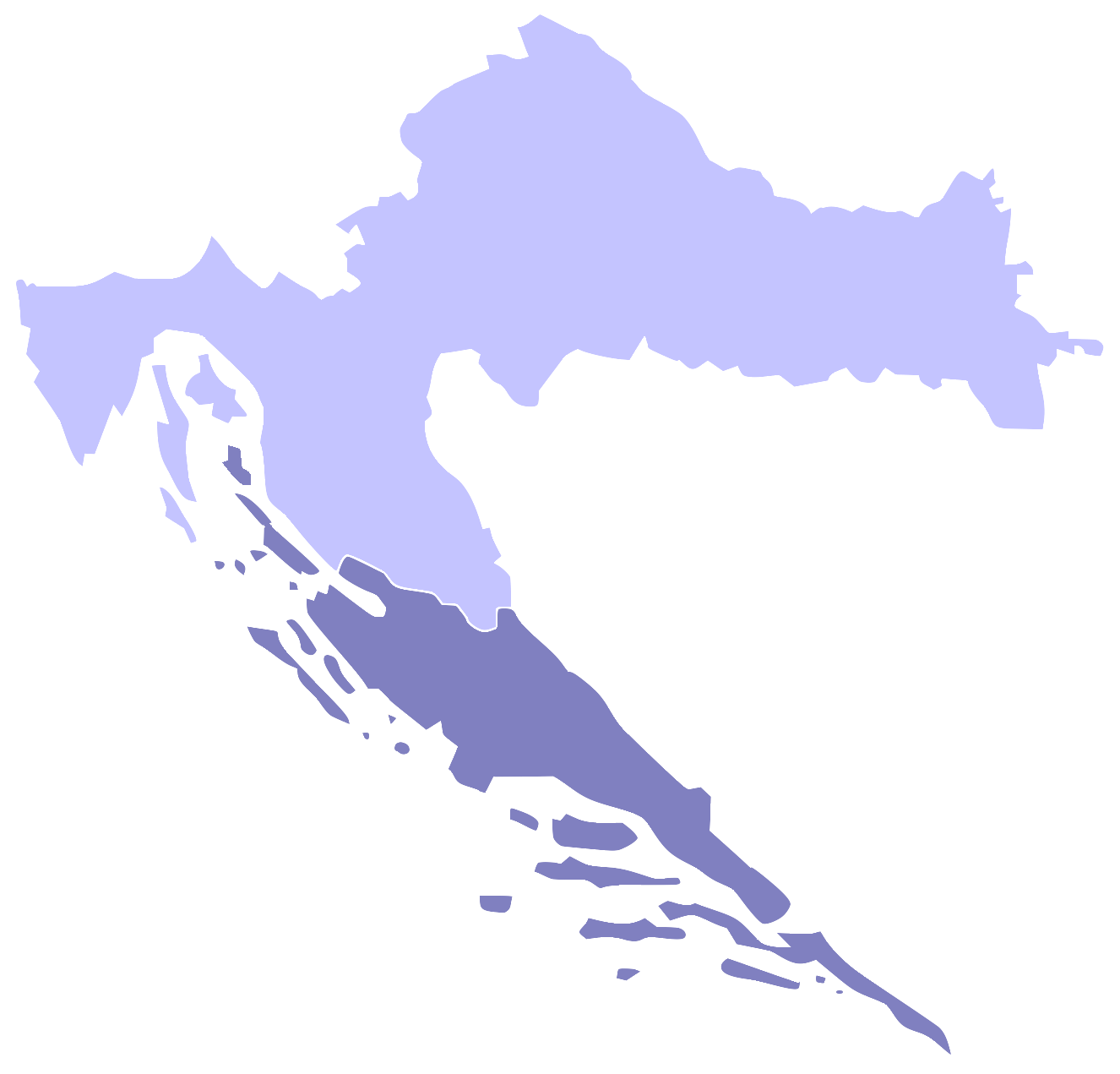
Mapa de Croàcia en què en destaca Dalmàcia
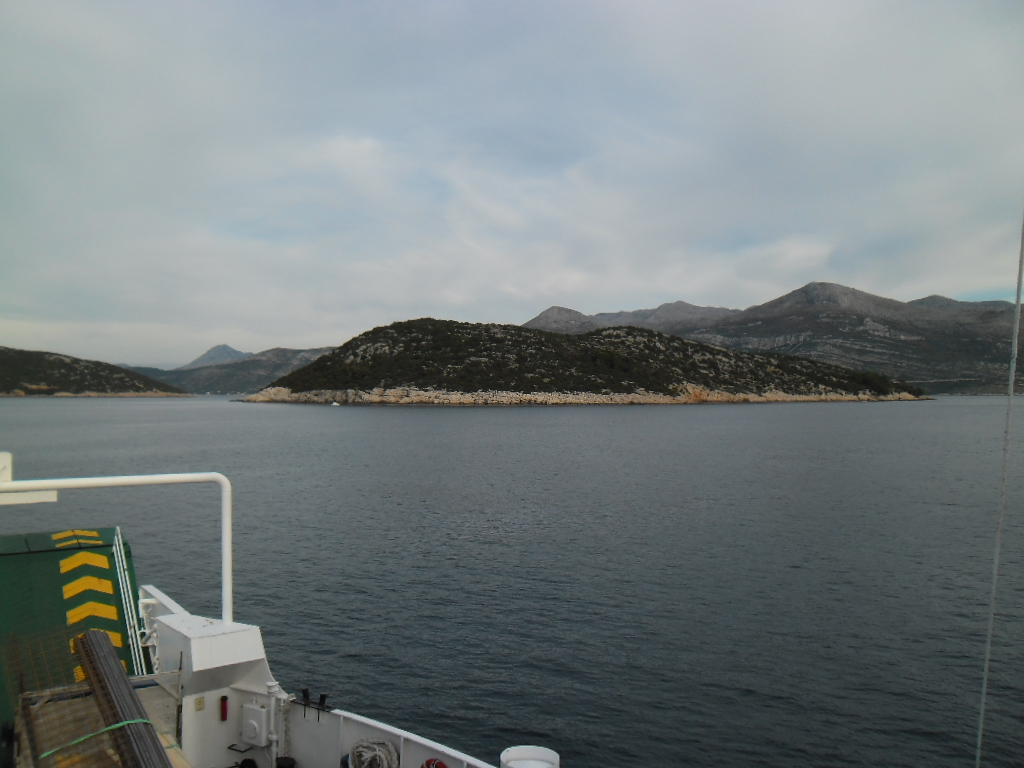
Otok Ruda
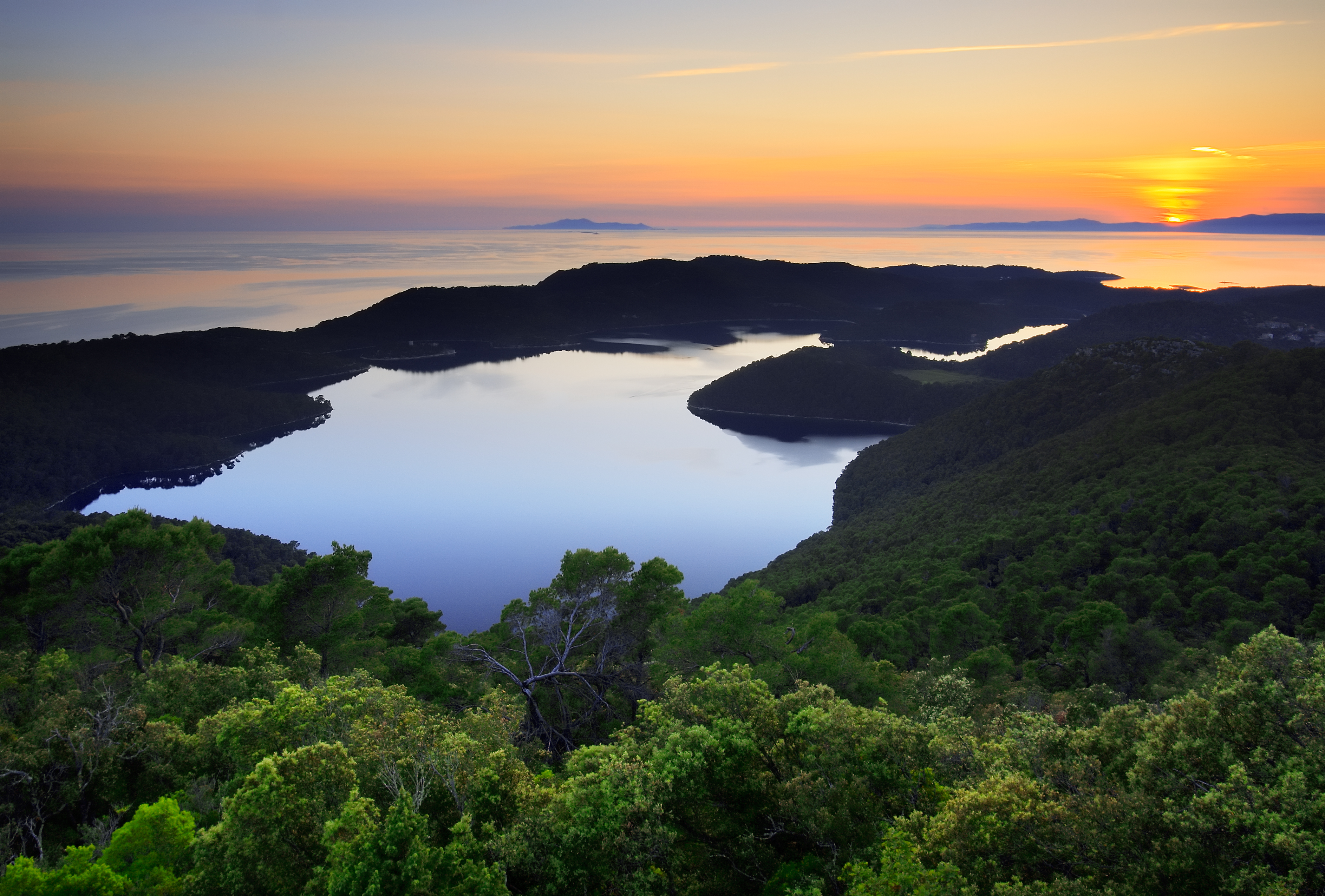
Zalazak, parc nacional, Mljet